# Второе сражение при Корунской дороге
Второе сражение при Корунской дороге (исп. Segunda batalla de la carretera de La Coruña) или Сражение в тумане (исп. Batalla de la Niebla) произошло во второй половине декабря 1936 года вокруг Вильянуэва-де-ла-Каньяда и Боадилья-дель-Монте (окрестности Мадрида) во время гражданской войны в Испании.

## Планы и силы сторон
Неудача мятежников в наступлении на Посуэло не заставила их отказаться от прикрытия левого фланга своего фронта под Мадридом. Однако в дополнение к оборонительной цели они планировали более масштабную операцию, состоявшую в прорыве фронта в Вильянуэва-де-ла-Каньяда и Боадилья-дель-Монте, а затем в продвижении по местности к шоссе, ведущему в Ла-Корунью, с целью дойти до реки Мансанарес.
Для проведения наступления националисты образовали три колонны главного удара и две фланговые. Основная колонна состояла из 15 батальонов, 9 эскадронов кавалерии, 13 батарей (52 орудия), двух рот танков Panzer I, в общей сложности около 10 000 человек. Общее командование операцией осуществлял генерал Варела.
Со стороны республиканцев сектор от Вальдеморильо до Лас-Росаса защищала 35-я смешанная бригада под командованием Луиса Барсело Ховера, состоявшая примерно из 5000 человек и усиленная 6 артиллерийскими орудиями. Общее командование Первым сектором обороны Мадрида осуществлял генерал Клебер. В разгар сражения в качестве подкрепления прибыла XI интернациональная бригада под командованием Ганса Кале (3 иностранных батальона и затем 3 испанских батальона в конце боев), XII интернациональная бригада под командованием Паччарди, батальон Эль Кампесино, батальон 4-й смешанной бригады, ударный батальон из Уэльвы, рота пулеметов (всего около 5000 человек), танки и артиллерийские орудия.

## Наступление
14 декабря мятежники силами двух батальонов при поддержке немецких танков предприняли разведку боем в направлении Боадильи, но были отбиты республиканцами, поддержанными шестью бронемашинами, подбившими один танк.
15 декабря националисты повторили разведку боем на Боадилью, введя в бой до двух батальонов пехоты, поддержанных четырьмя танками, но также были отбиты силами республиканской пехоты при поддержке 7 танков и 4 бронемашин.
На рассвете 16 декабря, при поддержке авиации и артиллерии, националисты колоннами Баррона, Саэса де Буруаги и Сиро Алонсо атаковали и выбили защитников из части Боадильи. Республиканское командование направило группу танков под командой военного советника В. И. Баранова, которая вместе с броневиками контратаковала противника и заставила свою пехоту вернуться на прежние позиции, потеряв при этом два своих танка и подбив 3 танка противника.
Потеря Боадильи означала, что фронт мог рухнуть, поэтому начальник штаба мадридского оборонительного района Висенте Рохо стал готовить контратаку, для чего перебросил резерв, состоявший из XI и XII интернациональных бригад и двух батальонов, подкрепленных пулеметами и танками, в угрожаемый сектор. Командовать контратакой должен был генерал Лукач.
17 декабря густой туман не позволил мятежникам продолжить наступление, чем воспользовались республиканцы, занявшись рытьём окопов и траншей.
18 декабря весь день стоял туман, но у Боадильи продолжались бои.
19 декабря националисты возобновили удары к северу от Боадильи, но были остановлены республиканцами, дополнительно усиленными еще тремя батальонами.
Колонна Монастерио, продвигавшаяся на левом фланге националистов, без труда заняла Вильянуэва-де-ла-Каньяда, но остановила дальнейшее наступление.
20 декабря четыре батальона республиканцев (из них два интернациональных) при поддержке советских танков попытались вернуть Боадилья-дель-Монте. Но, заблудившись в тумане, республиканские части вышли на исходные позиции не в 7 часов утра, а только к двум часам дня. Вперед пошли танки, разогнавшие пехоту противника и подбившие 8 танков, потеряв свой один.
21-го боевые действия продолжались, националисты подошли на несколько километров к Виллафранке, к холму Романильос, но так и не смогли прорвать фронт республиканцев.
23 декабря мятежники прекратили наступление и отступили к Боадилье, а республиканцы заняли местность к северу от города.

## Результаты
Незначительный успех националистов во многом объяснялся туманом, окутавшим местность и не позволившим  использовать их значительные силы в воздухе и артиллерии, а также усилившимся и умелым сопротивлением республиканцев, широко применявшими танки Т-26.